# Roberto di Beaumont, II conte di Leicester
Roberto di Beaumont, II conte di Leicester (1104 – Brackley, 5 aprile 1168), fu Gran giustiziere d'Inghilterra dall'ottobre 1155 alla morte.

## I primi anni
Roberto era figlio di Robert de Beaumont, I conte di Leicester e di Elisabetta, con lui era nato un fratello gemello Waleran de Beaumont, I conte di Worcester e le cronache del tempo li ricordano come molto simili fisicamente. Nel 1118 rimasero orfani, Roberto ereditò il titolo del padre, ma, data la loro giovane età, le loro proprietà vennero amministrate dal patrigno Guglielmo I di Warenne, II conte del Surrey.
Roberto aveva fama di essere un letterato e quando incontro il Papa Callisto II in Normandia questi suggerì a lui ed al fratello di discettare di filosofia con i cardinali, alla propria morte Roberto donò all'abbazia di Abingdon il proprio salterio, questi era ancora nella biblioteca dell'abbazia nel tardo Quattrocento.

## Prima della guerra civile
Nel 1120 all'età di sedici anni venne dichiarato capace di provvedere alle proprie terre, a lui toccarono quelle inglesi, mentre il gemello prese quelle oltremanica. Nel 1121 il re gli donò, tramite il matrimonio, le terre attorno a Pacy-sur Eure, in precedenza queste erano di proprietà dei baroni di Breteuil e gli erano state espropriate in seguito alle loro incursioni nei territori reali. Per il giovane conte non era un regalo da poco, dovette spendere infatti molto tempo e risorse per pacificare quelle terre ed integrarle entro le proprietà famigliari.
Nel 1124 non si unì al fratello nella ribellione contro il re inglese cui rimase fedele e non cambiò partito nemmeno quando Guglielmo venne imprigionato, questi rimase in carcere sino al 1129 per poi ottenere il perdono reale. Il decennio fra il 1120 ed 1130 vide il conte impegnato a fortificare il proprio territorio che si estendeva su una buona fetta della parte centrale dell'Inghilterra.

## Fra la guerra civile e la fine del regno di Stefano I
Nel 1135 Enrico I d'Inghilterra moriva e Roberto era al suo letto di morte, la guerra civile incalzava e, mentre suo fratello appoggiava Stefano d'Inghilterra lui era in Normandia per proteggere le terre che gli aveva donato il re quattordici anni prima e che venivano assalite dai feudatari vicini e non fece ritorno prima del 1137. Quando tornò si allineò con la politica di Guglielmo che continuava a sostenere Stefano mentre tentava di deporre dal ruolo di Gran giustiziere Roger di Salisbury.
Quando nel 1139 scoppiò la guerra civile Roberto si trovò contro il fratello di una delle sue nipoti (sua sorella Isabella aveva avuto con il re una figlia illegittima chiamata anch'essa Isabella), Robert di Gloucester che supportava invece la sorellastra Matilde d'Inghilterra (1102-1167). Gloucester riuscì a portargli via il porto di Wareham e le sue proprietà in Dorset, anche se il re, per il suo impegno, lo premiò con un castello nell'Hertfordshire che bruciava nella rivolta.
Il 2 febbraio 1141 il re venne catturato dopo la battaglia di Lincoln, ma Roberto non era in Inghilterra, già suo fratello lo aveva preceduto in Normandia per riappacificarsi con Goffredo Plantageneto marito dell'imperatrice e Roberto lo aveva seguito per impedire che gli angioini invadessero le sue terre. Il suo sforzo fu comunque vano, le terre gli vennero confiscate dalla regina e donate ai normanni che erano insorti contro Stefano d'Inghilterra.
Dal 1141 al 1149 sorse una disputa tra lui e Ranulph de Gernon e che lo vide all'inizio perdente poiché il rivale si era impadronito di un paio di castelli, ma nel 1147 alla morte di Roberto di Gloucester (suocero di Ranulph), Roberto visitò tutti i più grandi conti del regno perché promuovessero una strategia di pacificazione di quelle terre dove si consumava la guerra fra lui ed il rivale. Un accordo fu raggiunto nel 1149 e in quegli stessi anni si occupò delle terre del fratello che era divenuto conte di Worchester.

## Gran Giustiziere nel regno di Enrico II
Nel 1153 iniziò a tenere contatti con il futuro Enrico II d'Inghilterra, i rapporti furono fruttiferi infatti Enrico, allora duca di Normandia gli ridiede i suoi possedimenti. Nel giugno dello stesso anno Enrico celebrò la Pentecoste nel Leicestershire in uno dei castelli del conte e fu presente a Winchester quando, nel gennaio 1154 Enrico si riconciliò pubblicamente con Stefano d'Inghilterra. Quando Enrico venne incoronato stabilì che Roberto dovesse divenire Gran giustiziere, il conte esercitò quel compito per quattordici anni, aveva nelle sue mani la supervisione e l'amministrazione dei processi e delle questioni legali, esercitò il mestiere in modo soddisfacente ed il suo parere era ritenuto attendibile e degno di stima.
Roberto morì il 5 aprile 1168 e venne sepolto sotto l'altare nord dell'abbazia di St.Mary de Pré che lui stesso aveva fondato.

## Matrimonio e discendenza
Dopo il 1120 Roberto sposò Amice de Gael, figlia di Ralph de Gael, II conte di Norfolk, da cui ebbe dieci figli:
- Robert de Beaumont, III conte di Leicester (1121 circa - Durazzo 31 agosto 1190)
- Isabella de Beaumont (1121 circa - 1180)
- Margaret de Beaumont (1125 circa)
- Roger de Beaumont (1128 circa)
- Hawise de Beaumont (1129 circa - 24 aprile 1197) sposò William Fitz Robert, II conte di Gloucester (primogenito di Roberto di Gloucester)
- Gervace de Beaumont (1138 circa)
- William de Beaumont (1142 circa)
- John de Beaumont (1144 circa)
- Geoffrey de Beaumont (1146 circa)
- Henry de Beaumont (1148 circa)